# James B. Sumner
James Batcheller Sumner (født 19. november 1887 i Canton, Norfolk County, Massachusetts, død 12. august 1955 i Buffalo, Erie County, New York) var en amerikansk kemiker. 
Han modtog Nobelprisen i kemi i 1946 bl.a. for at have krystalliseret lectinet concanavalin A (con A) og enzymet urease.